# 河毛雅妃
河毛 雅妃（かわけ まき、1987年1月26日 - ）は、日本の女性アニメーター、キャラクターデザイナー。鳥取県鳥取市河原町出身。

## 来歴・人物
鳥取県立八頭高等学校・東京デザイナー学院を卒業後、東京デザイナー学院アニメーション科のアシスタントを経て、スタジオ・ルナに所属し『たまごっち!』シリーズなどの原画を手掛けるようになる。幼少期は漫画家になるのが夢だった。
スタジオ・ルナを離れてからは、様々なテレビアニメ・アニメーション映画等に参加。また、地元である鳥取市の商工会議所が中心となって製作した『八上比売アニメ』ではメインキャラの八上比売、大国主命、白兎を手掛けた。

## 参加作品

### テレビアニメ
| 放映年                  | タイトル                            | 役職 |
| ----------------------- | ----------------------------------- | --- |
| 2009年10月 - 2012年9月  | たまごっち!                         | 原画（#102、108、114、120、126、132、138）                                                                            |
| 2010年9月 - 2012年6月   | ポケットモンスター ベストウイッシュ | 原画（#74） |
| 2011年4月 - 2014年3月   | トリコ                              | 原画（#33、38） |
| 2012年4月 - 11月        | エウレカセブンAO                    | 原画（#19） |
| 2012年10月 - 2013年9月  | 獣旋バトル モンスーノ               | 原画（#10） |
| 2012年7月 - 2013年3月   | 探検ドリランド                      | 原画（#6） |
| 2012年9月 - 2013年8月   | たまごっち! ゆめきらドリーム        | 原画（#1、7、46） |
| 2013年4月 - 2014年3月   | LINE TOWN                           | 原画（#1） |
| 2013年4月 - 9月         | とある科学の超電磁砲S               | 原画（OP、#8） |
| 2013年5月 - 2014年9月   | ドラえもん (2005年のテレビアニメ)   | 原画（#545、554、570、577、612、622、638）                                                                            |
| 2013年7月 - 9月         | 銀の匙 Silver Spoon（第1期）        | 原画（#4） |
| 2013年9月 - 2014年3月   | たまごっち! みらくるフレンズ        | 原画（OP） |
| 2014年4月 - 6月         | ピンポン THE ANIMATION              | 原画（#3、6、8） |
| 2014年7月 - 9月         | スペース☆ダンディ（第2期）          | 原画（#22） |
| 2015年10月 - 12月       | ワンパンマン（第1期）               | 原画（#9） |
| 2016年7月 - 2017年12月  | ラブライブ! サンシャイン!!（第1期） | デザインワークス 総作画監督（OP、ED、#1 - 4） 原画（OP、#1）                                                          |
| 2016年11月 - 2019年11月 | ポケットモンスター サン&ムーン      | ゲストデザイン（#13、19） 原画（OP#1 - 29、#43、97、144） 作画監督（#31【ポケもんだい】）                             |
| 2017年10月 - 12月       | ラブライブ! サンシャイン!!（第2期） | 原画（OP、ED、#13）                                                                                                   |
| 2018年1月 - 3月         | 恋は雨上がりのように                | 原画（#12） |
| 2019年1月 - 4月         | モブサイコ100 II                    | 原画（#13） |
| 2019年11月 - 2022年12月 | ポケットモンスター (2019年のアニメ) | 原画（ED#1、OP#2 - 31・100 - 135）                                                                                    |
| 2020年7月 - 12月        | GREAT PRETENDER                     | 作画監督 作画監督補佐 原画                                                                                            |
| 2021年10月 - 2022年3月  | 王様ランキング                      | サブキャラクターデザイン 総作画監督（OP2、#2、4、6、8、10、12、14、16、18、20、22、23） 作画監督（#2、18） 原画（#1） |
| 2022年4月 - 9月         | サマータイムレンダ                  | 原画（OP「夏夢ノイジー」）                                                                                            |
| 2023年4月 - 6月         | 王様ランキング 勇気の宝箱           | サブキャラクターデザイン（#1 - 10） 原画（#3）                                                                        |
| 2025年4月 -             | 真・侍伝 YAIBA                      | 作画監督（#2） |

### 劇場アニメ
| 上映年月日     | タイトル                                                         | 役職                                            |
| -------------- | ---------------------------------------------------------------- | ----------------------------------------------- |
| 2011年12月23日 | 劇場版イナズマイレブンGO 究極の絆 グリフォン                     | 第二原画                                        |
| 2013年3月9日   | 劇場版 花咲くいろは HOME SWEET HOME                              | 原画                                            |
| 2014年3月1日   | パロルのみらい島                                                 | 若手原画                                        |
| 2015年3月7日   | 映画ドラえもん のび太の宇宙英雄記                                | 作画監督                                        |
| 2015年8月7日   | BORUTO -NARUTO THE MOVIE-                                        | 原画                                            |
| 2015年10月2日  | 屍者の帝国                                                       | 原画                                            |
| 2016年3月5日   | 映画ドラえもん 新・のび太の日本誕生                              | 原画                                            |
| 2017年3月4日   | 映画ドラえもん のび太の南極カチコチ大冒険                        | 原画                                            |
| 2018年3月3日   | 映画ドラえもん のび太の宝島                                      | 原画                                            |
| 2019年1月4日   | ラブライブ!サンシャイン!! The School Idol Movie Over the Rainbow | 衣装デザイン 原画                               |
| 2019年3月1日   | 映画ドラえもん のび太の月面探査記                                | 原画                                            |
| 2020年8月7日   | 映画ドラえもん のび太の新恐竜                                    | 新恐竜デザイン協力                              |
| 2023年3月3日   | 映画ドラえもん のび太と空の理想郷                                | 原画（ED） おまけ映像                           |
| 2024年3月1日   | 映画ドラえもん のび太の地球交響楽                                | キャラクターデザイン 総作画監督 原画 ED作画監督 |
| 2025年3月7日   | 映画ドラえもん のび太の絵世界物語                                | 原画                                            |

### その他
| 公開年月    | タイトル                                      | 役職             |
| ----------- | --------------------------------------------- | ---------------- |
| 2015年10月  | 「君のこころは輝いてるかい?」アニメーションPV | デザインワークス |
| 2017年2月 - | テイルズ オブ ザ レイズ                       | 原画（OP）       |
| 2019年9月   | 「未体験HORIZON」アニメーションPV             | デザイン協力     |
| 2019年11月  | デュエル・マスターズ プレイス 世界観ムービー  | 原画             |
| 2022年1月   | 八上比売アニメ                                | 作画・監修       |